# Jorge Bom Jesus
Jorge Lopes Bom Jesus (26 de julio de 1962) también conocido como JBJ, es un lingüista y político de Santo Tomé y Príncipe. Fue el decimoséptimo primer ministro de Santo Tomé y Príncipe. Es miembro del Movimiento para la Liberación de Santo Tomé y Príncipe / Partido Socialdemócrata (MLSTP-PSD). Líder de la oposición a Patrice Trovoada (Acción Democrática Independiente), se convirtió en primer ministro de su país el 3 de diciembre de 2018.

## Trayectoria
Jorge Lopes Bom Jesus nació el 26 de julio de 1962 en Conceição, distrito de Água Grande, en Santo Tomé y Príncipe.
En su juventud viajó a Europa, donde se graduó en literatura francesa y portuguesa, con una maestría en portugués y una especialización en literatura africana de la Universidad de Toulouse en Francia.
En la Facultad de Letras de la Universidad de Oporto concluyó su especialización en pedagogía del francés como lengua extranjera y la pedagogía de la lengua portuguesa. Es doctor en administración pública por la Universidad de Santo Tomé y Príncipe.
Su carrera profesional incluye los cargos de asesor del Ministro de Cultura e Información, Director General de Educación y Capacitación, Secretario General de la Comisión Nacional para la UNESCO, Director de Planificación Educativa e Innovación, Director de la Biblioteca Nacional de Santo Tomé y Príncipe, Director de la Escuela de Formación Docente y Educadores (EFOPE, actual Instituto Superior de Educación y Comunicación de la Universidad de Santo Tomé y Príncipe), presidente de la Alianza Francesa y varios años como docente.
Entre 2008 y 2010, bajo el gobierno de Rafael Branco, fue Ministro de Educación y Cultura y de 2012 a 2014 se desempeñó como Ministro de Educación, Cultura y Ciencia bajo el gobierno de Gabriel Costa.
Miembro de la Comisión Política del MLSTP-PSD desde 2006, Jorge Bom Jesus fue elegido vicepresidente del partido en 2011, cuando Aurélio Martins fue presidente. Con las acusaciones de que Aurélio Martins se acercaba a la Acción Democrática Independiente (ADI), el partido rival del MLSTP-PSD, se convocó un Congreso General en 2018, en el que fue elegido por unanimidad como presidente del partido. Como militante y miembro de la dirección del Movimiento para la Liberación de Santo Tomé y Príncipe / Partido Socialdemócrata, siempre ha mantenido una posición discreta y conciliadora. 
Considerado tímido durante la campaña electoral, Jorge Bom Jesús sorprendió al lograr que el MLSTP-PSD fuera el centro de la disputa, al punto que muchos consideraron que la victoria del partido se debió principalmente a su liderazgo. Su partido salió como el segundo más grande en la carrera electoral.